# Spoušť zbraně

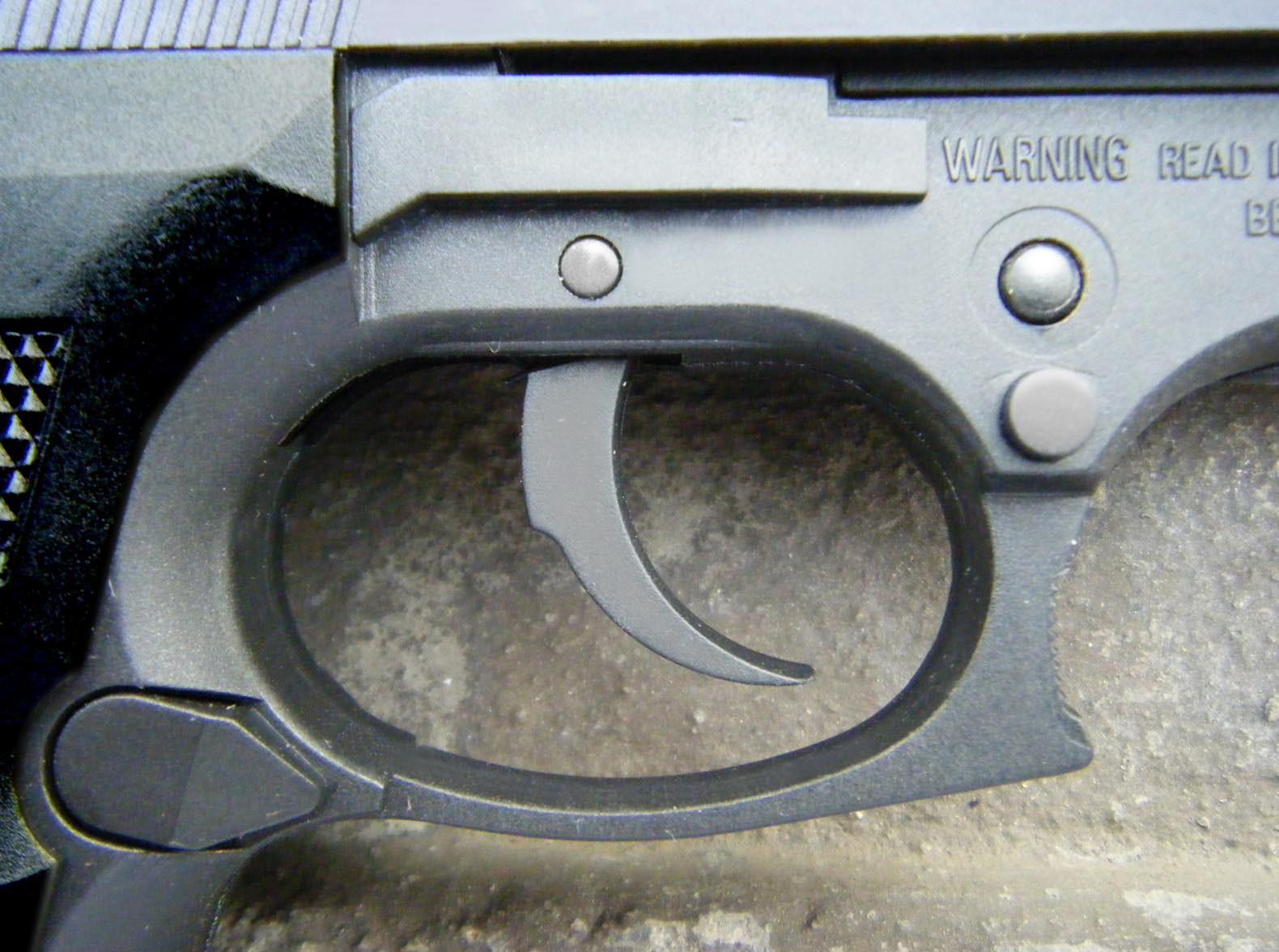
Jazýček spouště u moderní pistole

Spoušť je mechanismus, který slouží k vyvolání výstřelu zbraně. Palné zbraně a kuše mají spoušť ovládanou prstem, typicky ukazovákem.

## Funkce

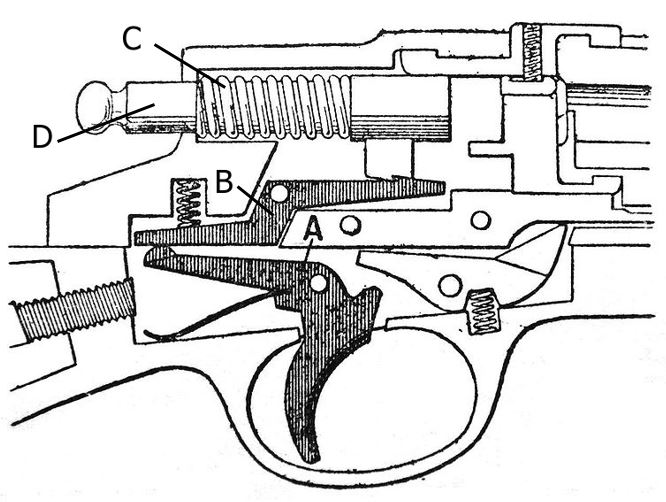
Spoušťový mechanismus u opakovací pušky

U palných zbraní se spoušť používá k odpálení náboje v komoře zbraně. Je li zbraň připravena k výstřelu, potom spoušť, respektive celý spoušťový mechanismus, uvolní bicí mechanismus zbraně. Bicí mechanismus provede iniciaci náboje tím, že za pomoci pružiny a kinetické energie udeří na zápalku náboje. Moderní zbraně mají dva základní druhy bicích mechanismů – s kohoutem (kladívkem) nebo přímoběžným úderníkem.
Kohout či kohoutek je součástka, která se otáčí na čepu a při svém uvolnění udeří na zápalník. Kohout vyčnívá z obrysu zbraně a je možné ho napnout rukou. Pokud je kohout zcela skryt v rámu, označuje se jako kladívko. Výhodou kohoutového mechanismu je to, že střelec jasně vidí, jestli je bicí mechanismus napnutý nebo ne. Nevýhodou je možnost zachycení kohoutu o oděv při tasení zbraně a složitější manipulace se zbraní. V českém jazyce se občas nesprávně zaměňuje kohout se spouští. Výraz „stiskl kohoutek“ je nesmyslný, kohout se může napnout nebo vypustit, ale ne stisknout. Kohoutové mechanismy se používají u všech revolverů a u mnoha samonabíjecích pistolí (např. CZ 75).
Přímoběžný úderník je umístěn v jedné přímce s nábojem v komoře. Při napnutí mechanismu - typicky pohybem závěru vzad – je přímoběžný úderník posunut do své zadní polohy a zároveň stlačí bicí pružinu. Při stisku spouště je uvolněn ze záchytu a bicí pružina ho tlačí dopředu. Úderník udeří na zápalku náboje prostřednictvím součástky nazvané zápalník a tím náboj iniciuje. U některých konstrukcí zbraní bývá zápalník spojen s úderníkem. Úderníkové mechanismy eliminují potřebu kohoutu, ale střelec nemá přehled o stavu bicího mechanismu. Přímoběžný úderník se používá u většiny dlouhých zbraní a také u samonabíjecích pistolí (např. Glock).

## Spoušťové mechanismy
Existuje mnoho typů spoušťových mechanismů. Mohou být kategorizovány podle funkce, kterou spoušť provádí. Kromě uvolnění kohoutu (nebo úderníku) může spoušť také napnout kohout (nebo úderník), otočit válcem u revolveru, deaktivovat pasivní pojistky a vybírat mezi polo nebo plně automatickým režimem střelby (Steyr AUG).

### Jednočinná spoušť (Single Action – SA)
Jednočinná spoušť provádí jednu činnost – uvolnění napnutého bicího mechanismu (kohoutu nebo úderníku). Chod spouště v tomto režimu je krátký a lehký. Před každým výstřelem musí být nejdříve napnut bicí mechanismus, ať už ručně, nebo automaticky. Tento typ spouště se vyskytuje u téměř všech dlouhých zbraní a také u některých revolverů (Colt SAA) a samonabíjecích pistolí (Colt 1911). Pokud je zbraň označena jako jednočinná (SA), pak to znamená, že disponuje pouze SA mechanismem. Obsluha SA zbraně je u různých druhů zbraní odlišná. Zatímco u SA revolveru musí střelec před každým výstřelem ručně napnout kohout, u SA pistole je potřeba napnout kohout jen před prvním výstřelem. Další napnutí již provádí automatika zbraně pomocí pohybu závěru.
Kohout je palcem napínán (stlačuje se bicí pružina), zároveň jeho spodní část ve tvaru čtvrtkruhu, tlačí táhlo spouště směrem dopředu, po uražení určité vzdálenosti kohoutu se část kohoutu (která má zářez – vybrání pro záchyt) zachytne za zobáček záchytu kohoutu, poté při zmáčknutí jazýčku spouště, táhlo spouště vyrazí směrem dopředu a svou zadní částí (která je před kohoutem) vytlačí zmíněný záchyt a tím pádem se uvolní kohout, pohybující se směrem dopředu, díky kumulované energii v bicí pružině, která je uložena v rukojeti.

### Dvojčinná spoušť (Double Action – DA)
Dvojčinná spoušť byla vynalezena Robertem Adamsem. Tato spoušť provádí dvě činnosti najednou – napíná bicí mechanismus a potom ho uvolní. U dvojčinných revolverů také zároveň otáčí válcem. Chod spouště v tomto režimu je mnohem delší a tvrdší než v SA. Dvojčinná spoušť se vyskytuje téměř výhradně u revolverů a samonabíjecích pistolí. Pokud je zbraň označena jako dvojčinná (DA), pak to znamená, že kromě DA režimu disponuje i SA režimem, což je poněkud zavádějící a nelogické. Proto se také někdy používá výraz SA/DA. U DA (SA/DA) revolveru si střelec může vybrat, jestli vystřelí v SA režimu, tj. napne kohout palcem a pak stiskne spoušť, nebo v DA režimu, tj. vystřelí dlouhým promáčknutím spouště. U DA (SA/DA) pistolí se DA režim může použít jen při prvním výstřelu, tj. náboj je v komoře a kohout je spuštěný. Další výstřely jsou už v SA režimu, protože kohout je napnut automatikou zbraně. Typickým příkladem dvojčinné pistole je CZ 75.
V případě DA režimu při stisknutí jazýčku spouště směrem dozadu se táhlo posunuje směrem dopředu, jako v případě jednočinné spoušti, ale svou zadní plochou za kohoutem, sune kohout směrem dozadu, ale jeho záchytnou plochu dopředu a zároveň po uražení určité vzdálenosti se záchytná, neboli částečně spojovací plocha táhla spouště vychýlí ze záchytu a kohout je vržen dopředu, zase díky kumulované energii v bicí pružině (záchyt se vychýlí protože spoušť je pořád tažena a jelikož ovládá táhlo, takže jej i vypustí).

#### Výhradně dvojčinná spoušť (Double Action Only – DAO)
Výhradně dvojčinná spoušť nebo spíše zbraň je taková zbraň, která má pouze DA režim spouště a už nikoliv SA. DAO spouště se používají většinou u malých obranných revolverů a pistolí. Výhodou tohoto řešení je jednodušší manipulace a vyšší bezpečnost – zbraň má pouze jeden stále stejný a poměrně velký odpor spouště, což snižuje možnost nechtěného výstřelu. Nevýhodou je nižší přesnost, protože dlouhý a tvrdý chod spouště vede střelce ke strhnutí, ale většina obranné střelby se odehrává na krátkou vzdálenost. Příkladem DAO pistole je CZ 100.
Novou variantu DAO spouště představuje systém DAK – Double Action Kellerman, který se objevil u pistolí SIG. Jedná se o klasický DAO mechanismus, který je ovšem vyladěný tak, že odpor spouště činí pouze 30 Newtonů.

### Částečně předepnutý mechanismus
Částečně předepnutý mechanismus se objevuje pouze u samonabíjecích pistolí. Před výstřelem je bicí mechanismus částečně napnut (většinou při natažení závěru). Při stisku spouště se dále napíná a pak je uvolněn (jako u DA). Částečné předepnutí je vlastně modifikace DAO systému, zachovává všechny jeho výhody, ale odstraňuje příliš dlouhý chod spouště. Průkopníkem tohoto řešení byla firma GLOCK, které ho používá u všech svých pistolí pod názvem Safe Action. Jedinou nevýhodou Glockova systému je to, že pokud při výstřelu selže náboj, tak není možné vystřelit znovu promáčknutím spouště.

#### Částečně předepnutý hybridní mechanismus
Částečně předepnutý hybridní mechanismus odstraňuje nevýhodu Safe Action mechanismu. Pokud při výstřelu selže náboj, je možné promáčknout spoušť v DA režimu. Tento mechanismus nabízí např. nový model Taurusu 24/7.

### Fast action – FA
Jedná se o nový systém jehož principem je ponechání plného napnutí bicí pružiny s možností vypuštění kohoutu do přední polohy. Kohout lze znovu posunout do zadní polohy a také vystřelit stisknutím spouště. Síla na spouští potřebná k výstřelu je v tomto případě jen o málo větší než v režimu SA. Systém je použit například u pistole DAEWOO DP-51.